# Sány
Sány (en allemand : Saan) est une commune du district de Nymburk, dans la région de Bohême-Centrale, en République tchèque. Sa population s'élevait à 538 habitants en 2020.

## Géographie
Sány se trouve à 9 km à l'est-sud-est de Poděbrady, à 16 km au nord-est de Nymburk et à 59 km à l'est de Prague.
La commune est limitée par Opolany à l'ouest et au nord, par Dobšice et Polní Chrčice à l'est, par Ohaře, Jestřabí Lhota et Volárna au sud, et par Velký Osek au sud-ouest.

## Histoire
La première mention écrite de la localité date de 1352.

## Transports
Par la route, Sány se trouve à 11,5 km de Poděbrady, à 25 km de Nymburk et à 69 km de Prague.